# Cala del Príncipe
La cala del Príncipe es una playa del municipio de Níjar, en la provincia de Almería (Andalucía, España).
Está catalogada como Zona A2 en el PORN de 2008.